# Neurotransmitter
Neurotransmittere eller signalstoffer er kemiske stoffer, som frigøres i synapser og overfører signalet fra en neuron til en anden neuron, til en muskelcelle eller til en kirtelcelle via for eksempel en receptor.
- Neurotransmittere
  - Aminosyrer
    - Glutamat (hjernens kvantitativt vigtigste)
    - Glycin
    - GABA

  - Aminer
    - Dopamin
    - Noradrenalin
    - Serotonin

  - Småmolekylære signalstoffer
    - Acetylkolin
    - ATP (AdenosinTriPhosphat)

  - Neuroaktive peptider
    - Peptidkæder på 5-30 aminosyrer

 Der er for få eller ingen kildehenvisninger i denne artikel, hvilket er et problem. Du kan hjælpe ved at angive troværdige kilder til de påstande, som fremføres i artiklen.